# Udlændingepolitik
Udlændingepolitik betegner det politikområde, der beskæftiger sig med personers ret til at opholde sig i et andet land end det, de oprindeligt kommer fra. Der kan både være tale om flygtninge, tilflyttere, gæstearbejdere eller indvandrere. Udlændingepolitikken er således tæt forbundet med integrationspolitikken, der omhandler den sociale integration af udlændinge i samfundet.
Den udlændingepolitiske debat går blandt andet på, i hvilket omfang udlændinge skal have lov til at opholde sig i et land. Det diskuteres, hvor stor betydning, man skal lægge i antallet af udlændinge. En idé om menneskers totale frie bevægelighed konflikter med idéen om at have en udlændingepolitik. Mens partier på højrefløjen traditionelt har været tilhængere af en stram udlændingepolitik, har partier til venstre i det politiske spektrum ofte været tilhængere af en lempelig udlændingepolitik.
Indenfor EU er der en udstrakt frihed medlemslandene imellem. Alle EU-lande er ifølge Rom-traktaten forpligtet til at tage imod unionsborgere på samme vilkår som egne borgere, hvilket eksempelvis betyder, at alle EU-borgere kan tage arbejde i et hvilket som helst EU-land.

## Dansk udlændingepolitik
Udlændingepolitik har langt op i danmarkshistorien ikke været et dominerende politisk tema.
Danmark tog dog fra 1967 imod et større antal gæstearbejdere fra lande som Tyrkiet, Pakistan og Jugoslavien. Industrien efterlyste mere arbejdskraft under højkonjunkturen, og det var derfor kærkomment med ekstra arbejdskraft. Tanken var dog, at de skulle rejse hjem igen. I 1970 udgjorde de cirka 20.000.
Den voksende arbejdsløshed fik i november 1973 regeringen til at indføre et akut indvandringsstop, men det blev dog hurtigt lempet. Dels grundet Danmarks medlemskab af EF, dels grundet den fortsatte højkonjunktur og behovet for arbejdskraft. Indvandringsstoppet betød, at man kunne få varigt ophold i Danmark, hvis man havde opnået flygtningestatus eller var blevet tilkendt ret til familiesammenføring med danske statsborgere eller herboende udlændinge med opholdstilladelse. Stoppet nød bred opbakning i Folketinget.

### Den første udlændingelov
Efter pres fra blandet andet socialdemokratiske borgmestre på Københavns Vestegn nedsatte S-regeringen i 1977 et såkaldt fremmedlovsudvalg. Det skulle skabe klarhed over mulige reguleringer af området, men også sikre udlændingenes retssikkerhed. Udvalget afgav sin betænkning i 1982 og var delt i to. Mindretallet havde en lempelig tilgang, mens flertallet ville præcisere en række regler, herunder flytte udvisninger fra fremmedpolitiet til domstolene, ligesom man foreslog at oprette Flygtningenævnet.
Poul Schlüters firkløverregering fremlagde i januar 1983 et forslag til en ny udlændingelov. Forslaget byggede på flertallet i fremmedlovsudvalget, men et alternativt flertal uden om regeringen bestående af Radikale Venstre, SF, Venstresocialisterne og Socialdemokratiet ville det anderledes, og Folketinget endte derfor i juni 1983 med at vedtage det, der blev kendt som Europas mest liberale udlændingelov. Den indeholdt blandt andet retskrav på asyl, så længe myndighederne behandlede sager om flygtningestatus eller familiesammenføring. Derudover kom det med i loven, at udenlandske statsborgere med opholdstilladelse eller asylret fik ret til at familiesammenføre forældre over 60 år samt i visse tilfælde fjernere slægtninge. Dermed gik loven videre end FN-konventionernes krav.
Det alternative flertal på udlændingeområdet holdt dog ikke længe. Allerede i efteråret 1985 begyndte Socialdemokratiet at tilnærme sig de borgerlige regeringspartier. Flygtningestrømmene steg fortsat, og S-borgmestrene udtrykte fortsat bekymring over integrationsudfordringer i de almene boligområder. Det førte til en stramning, hvorefter "åbenlyst grundløse" asylansøgere kunne afvises ved grænsen. Disse sager kan ikke indbringes for Flygtningenævnet.
I slutningen af 1980'erne satte Fremskridtspartiet anført af politisk leder Pia Kjærsgaard udlændingepolitikken på dagsordenen og foreslog blandt andet lokale folkeafstemninger om flygtninge. Der bliver dog ikke vedtaget større ændringer frem mod 1990.

### Palæstinenserloven
I sommeren 1991 fik 321 palæstinensere fra Libanon afvist deres asylansøgninger med henvisning til, at forholdene i Libanon var blevet fredeligere og at der således ikke var noget asylgrundlag. Omkring 100 af de afviste asylansøgere besatte Enghave Kirke og senere Blågårds Kirke, hvor de fik såkaldt kirkeasyl. Der rejste sig et folkeligt krav om at give palæstinenserne opholdstilladelse af humanitære grunde. Daværende justitsminister Hans Engell afviste, og forklarede, at alt var foregået efter reglerne. Radikale Venstres Elisabeth Arnold tog imidlertid sagen om i Folketinget og fik tilslutning fra SF og Socialdemokratiet. Det nye alternative flertal vedtog i februar 1992 den såkaldte palæstinenserlov, der gav alle 321 permanent opholdstilladelse i Danmark.

### Stramningerne i 2000'erne
Udlændingeloven blev i løbet af 1990'erne revideret gentagne gange, så Danmark siden 2002 er blevet betegnet som et af de mest restriktive lande i Europa, hvad angår udlændingelovgivningen. En af de mest markante ændringer skete efter VK-regeringens dannelse i 2001, der med Dansk Folkeparti som parlamentarisk grundlag blandt andet skærpede kravene til familiesammenføringer, afskaffede 'de facto'-flygtningebegrebet og skærpede tidsrammen for permanent opholdstilladelse, så det tidligst sker efter syv års ophold i Danmark mod tidligere tre år.
Udlændingepolitik var et betydeligt valgtema ved ikke blot folketingsvalget 2001, men også i 2005 og 2007, hvor blandt andet debatten om 24-års-reglen delte oppositionspartierne. Ved valget i 2011 og 2015 var der andre emner på dagsordenen, mens udlændingepolitikken igen blev diskuteret i valgkampen i 2019, hvor Socialdemokratiet gik til valg på en fortsat stram udlændingepolitik.

### Samling om en stram linje
I 2018 præsenterede Socialdemokratiet et udlændingepolitisk program under overskriften "Retfærdig og realistisk", hvilket kan ses som et modsvar til Venstres udlændingepolitik, som den senere statsminister Anders Fogh Rasmussen på Venstres landsmøde i september 2001 betegnede som "fast og fair".
Siden valget i 2019 har der været en bred konsensus om en stram udlændingepolitik, som det reelt kun er Enhedslisten, Alternativet og Radikale Venstre, der er imod.
I 2005 indførte VK-regeringen og Dansk Folkeparti indfødsretsprøven, der skal bestås for at kunne opnå dansk indfødsret, dvs. statsborgerskab. Prøven, der indeholder en række spørgsmål om dansk kultur og historie, blev stærkt omdiskuteret og blev af kritikere opfattet som en facitliste for det at være dansk. Kravene til prøven blev dog strammet i 2008, så ansøgere nu skal svare korrekt på 32 ud af 40 spørgsmål på 45 minutter - og ikke som tidligere 60 minutter.
Politisk og administrativt har udlændingeområdet i Danmark siden 2015 været udskilt fra Justitsministeriet, hvor det oprindeligt lå og varetages pr. 2024 af Udlændinge- og Integrationsministeriet, der har tre styrelser under sig: Hjemrejsestyrelsen, Udlændingestyrelsen og Styrelsen for International Rekruttering og Integration.